# 충청북도자치연수원
충청북도자치연수원(忠淸北道自治硏修院, Chungcheongbuk-do Institute of Human Resources Development)는 충청북도청 소속 공무원의 직무 연수 및 훈련을 위해 충청북도청 산하에 설치된 직속기관이다.
연수원장은 지방부이사관으로 보한다.

## 연혁
- 1953년 9월: 충청북도공무원훈련소 설치
- 1961년 12월: 충청북도지방공무원교육원으로 변경
- 1997년 1월: 충청북도도민교육원 흡수
- 2006년 5월: 충청북도자치연수원으로 변경

## 조직
원장
- 행정지원과
- 교육운영과
- 도민연수과